# 山田新一郎

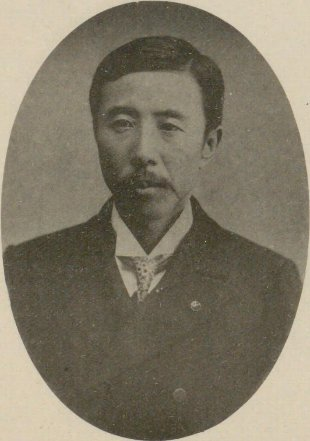
山田新一郎

山田 新一郎（やまだ しんいちろう、1864年9月1日〈元治元年8月1日〉 - 1946年〈昭和21年〉3月2日）は、日本の教育者、内務官僚、神職。政友会系官選鳥取県知事。

## 経歴
筑前国夜須郡秋月春小路で、秋月藩士・山田正修（まさのぶ）、清（せい）の長男として生まれる。1886年、杉浦重剛の称好塾に入塾し薫陶を受けた。1887年、第一高等中学校を卒業。さらに1890年7月、帝国大学法科大学法律学科を卒業。同月24日、法制局試補となる。
1893年、鹿児島高等中学造士館教授となる。1895年、静岡県参事官に転任。以後、広島県参事官、福井県書記官、青森県書記官、法制局参事官兼同書記官、大阪府書記官、東京府書記官などを歴任。
1906年7月、鳥取県知事に就任。産業振興に務め、寺田祐之前知事の計画を引き継ぎ境港の浚渫を実施する他、米子港などの浚渫も推進。その他、耕地整理、果樹の試験栽培などを進めた。また、1906年11月、通常県会の冒頭に予算編成方針の説明を実施し、その後の慣例となった。1908年6月、知事を休職。同年7月、台湾総督府民政部総務局長に就任。同府参事官に転じ、1910年に休職。
1912年、皇典講究所幹事長となり1917年まで在任。同年8月11日、北野神社（北野天満宮）宮司に任じられた。1922年から1924年まで稲荷神社（伏見稲荷大社）宮司を兼任。1934年、賀茂別雷神社（上賀茂神社）宮司に転じ1936年に退任した。その他、大日本武徳会常議員を1918年から1942年まで務めた。

## 栄典
- 明治36年（1903年）10月20日 - 正五位[6]
- 明治43年（1910年）12月26日 - 勲三等瑞宝章[7]

## 著作
- 『神社祭祀之意義』全国神職会、1915年。
- 『原古處先生小史』1916年。
- 『北野神社社号要誌』1921年。